# Rezolucija Vijeća Europe 1481/2006
Rezolucija Vijeća Europe 1481 (2006) o potrebi međunarodne osude zločina totalitarnih komunističkih režima (engl. Resolution 1481 (2006) Need for international condemnation of crimes of totalitarian communist regimes) izdana 25. siječnja 2006. u Strasbourgu od parlamentarne skupštine Vijeća Europe koja snažno osuđuje zločine komunizma. Zastupnici su osudili zločine, ali su odbacili dati preporuke vladama kako to konkretno učiniti.

## Sadržaj i ciljevi
Savezni povjerenik Njemačkog saveznog povjerenstva za dokumente bivšeg Stasia objavio je pod naslovom "parlamentarna skupština Vijeća Europe osuđuje masivna kršenja ljudskih prava koja su počinili totalitarni komunistički režimi" priopćenje za medije Vijeća Europe od 25. siječnja 2006. (Rezolucija 1481): 
' ... Vijeće parlamentarne skupštine Europe danas je osudilo masovna kršenja ljudskih prava koja su počinili totalitarni komunistički režimmi te izrazilo sućut, razumijevanje i priznanje žrtvama tih zločina.
"Skupština parlamentaraca iz 46 europskih zemalja ujedinjeni u rezoluciji izražava da su ta djela nasilja uključila individualna i kolektivna pogubljenja, kao i smrt u koncentracijskim logorima, izgladnjivanje, deportacije, mučenje, ropstvo, prislini rad i druge oblike masovnog psihičkog terora "
U rezoluciji Europski parlament poziva "sve komunističke ili post-komunističke stranke da u svojim zemljama, ako to dosad nisu učinile, ponovo procijene povijest komunizma i svoju vlastitu prošlost, jasno se distanciraju od zločina koje su počinili totalitarni komunistički režimi i da ih osude bez ikakvih nejasnoća."
Vijeće Europe, koje je posebice aktivno na području očuvanja Europske konvencije o ljudskim pravima i očuvanja demokratskih načela i načela pravne države, istaknulo je na potrebu da se apel iz ove rezolucije primijeni u praksi.

## Povijest
Rezolucija je usvojena u izvješću o "potrebi za međunarodne osude zločina totalitarnih komunističkih režima". Izvješće je sastavio član švedskog parlamentarnog izaslanstva u Vijeću Europe Göran Lindblad. 
Izvještaj se između ostalog temelji na Crnoj knjizi komunizma, koja prikazuje zločine koje su počinili komunistički režimi. Prema izvješću su svi eksperimenti komunističkih režima u prošlosti karakterizirani kroz masivno kršenje ljudskih prava. 
Memorandum o nacrtu rezolucije navodi oko 95 milijuna ljudi kao žrtve totalitarnih komunističkih režima.

## Rezultati glasanja za rezoluciju
Nacrt preporuka izvjestitelja Görana Lindblada objavio je odbor za politička pitanja s velikom većinom.
Međutim nije dobio potrebnu dvotrećinsku većinu glasova u parlamentarnoj skupštini. Skupine komunističke stranke žestoko su se protivile rezoluciji. Rezoluciju je podržala EPP, ED, liberalne skupine i neke socijaldemokratske stranke, posebice iz zemalja poput Mađarske, Češke i baltičkih zemalja.
153 članova su bili prisutni i glasovali (od ukupno 317)
99 članova glasovalo je u korist rezolucije 1481
42 člana glasovalo je protiv rezolucije 1481
12 članova su se suzdržalo od glasovanja.

## Protivljene ljevice rezoluciji
Predstavnici stranaka koje su ljevije od socijaldemokrata - među kojima prevladavaju stranke koje se otvoreno i dosljedno pozivaju na nasljeđe komunističkih partija - naglašavaju da rezolucija nije donesena jednoglasno već voljom većine u tom trenutku. 
U većini koja je donosila rezoluciju bio je stanoviti broj socijaldemokrata; međutim je pretežni dio socijaldemokrata odabrao uopće ne pristupiti glasovanju o rezoluciji, distanciravši se na taj način od rasprave i glasovanja o temi koja uvelike involvira marksističku ideologiju - s kojima su današnje ideologije socijaldemokratskih stranaka i nadalje u jasnoj svezi. Makar socijaldemokrati sa zapada Europe nisu imali izravne veze s bilo kojim od komunističkih totalitarnih režima, prigrlili su oni 1990-ih godina u svoje okrilje određene političke snage koje su participirale u istočnoeropskim komunističkim režimima; pri tome svaka od istočnoeuropskih zemalja ima donekle različitu povijest o odnosu socijaldemokracije i komunizma, te o odnosu ljevičarskih snaga prema vlastitoj nacionalnoj povijesti.
Europski socijaldemokrati su u većoj mjeri sudjelovali u kasnije usvojenoj deklaraciji o Europskom danu sjećanja na žrtve svih totalitarnih i autoritarnih režima od 2. travnja 2009. godine, koji je u Europskom parlamentu prihvaćen s 533 glasova "za", 44 "protiv" i 33 suzdržana (Europski parlament imao je u tom trenutku ukupno 736 članova). U toj se rezoluciji iz 2009. godine izrijekom spominje rezolucija 1481.

## Prihvaćanje u Hrvatskoj
Hrvatski sabor je već 2006. godine, kao svojevrsni odjek Rezolucije 1481, donio vlastitu deklaraciju o osudi zločina počinjenih tijekom totalitarnog komunističkog poretka u Hrvatskoj 1945. – 1990. (dokument objavljen u "Narodnim novinama" br. 76/2006).
U narednom razdoblju se na Rezoluciju 1481 povremeno spominje, iz redova intelektualaca i političara koji nisu ljevičari. Političari iz redova ljevičarskih stranaka i ljevičarski intelektualci tu temu, međutim, izbjegavaju spominjati.
U Hrvatskoj je 2011. osnovan na prijedlog Andrije Hebranga Ured za pronalaženje, obilježavanje i održavanje grobova žrtava komunističkih zločina nakon Drugog svjetskog rata, poslije ukinut na prvoj sjednici vlade premijera Zorana Milanovića.

## Vanjske poveznice
- Rezolucija Vijeća Europe 1481 (2006.) Europska unija osuđuje zločine totalitarnih komunističkih režima  Arhivirana inačica izvorne stranice od 26. kolovoza 2014. (Wayback Machine), Baza pravnih podataka Intellectio Iuris
- Deklaracija Hrvatskog sabora o osudi zločina počinjenih tijekom totalitarnoga komunističkog poretka u Hrvatskoj 1945. – 1990. godine, Narodne novine, 76/2006.
- Europarat : Entschließung 1481 (2006) (njem.)
- Parlamentarska sjednica Resolution 1481 (2006) (engl.)
- Parlamentarna sjednica Resolution 1096 (1996)1 on measures to dismantle the heritage of former communist totalitarian systems  (engl.)
- Rezolucija Vijeća Europe 1096 (1996.) O mjerama razvrgavanja naslijeđa bivših totalitarnih komunističkih režima  Arhivirana inačica izvorne stranice od 17. lipnja 2014. (Wayback Machine), Baza pravnih podataka Intellectio Iuris
- Praški sabor podržava osudu komunizma (njem.)
- Neka se otvore arhive o žrtvama komunizma, Večernji list
- Internetska stranica protivnika rezolucije 1481/2006  Arhivirana inačica izvorne stranice od 31. kolovoza 2009. (Wayback Machine)